# Anna Bronowicka
Anna Bronowicka (ur. 1968) – polska psycholog, specjalizująca się w zakresie psychologia politycznej i społecznej, nauczyciel akademicki związany z Uniwersytetem Opolskim.

## Życiorys
Ukończyła studia psychologiczne na Uniwersytecie Wrocławskim, a następnie w latach 1993–1995 kontynuowała kształcenie na studiach doktoranckich, w wyniku czego Rada Wydziału Nauk Historycznych i Pedagogicznych UWr nadała jej tytuł doktora nauk humanistycznych w zakresie psychologii na podstawie pracy pt. Psychologiczne aspekty zachowań wyborczych w Polsce w latach 1989-1991, której promotorem był prof. Wiesław Łukaszewski. W 1995 roku została asystentem w Katedrze Psychologii Uniwersytetu Opolskiego, a od 1997 roku adiunktem w nowo powstałym Instytucie Psychologii UO. Wcześniej w 1996 roku została kierownikiem studiów podyplomowych "Psychologia Wpływu Społecznego". W latach 2005–2006 była pełniącym obowiązki dyrektora Instytutu Psychologii UO, a od 2008 roku jest zastępcą dyrektora tego instytutu ds. naukowych. jest członkiem # International Society of Political Psychology oraz Sekcji Psychologii Polskiego Stowarzyszenia Psychologii Społecznej. Do jej ważniejszych prac należy książka, napisana pod jej redakcją pt. Wyzwania i zagrożenia demokracji w Polsce w obliczu wyborów 2005.